# Phew
Phew（1959年9月12日—）是一位日本女歌手、电子音乐家。

## 音乐事业

### 1978年-1980年
她在大阪组建了后朋克乐队 Aunt Sally。

### 1980年至今
Aunt Sally在发行一张唱片之后便解散。1980年起她开始以个人身份与许多音乐人合作，其中包括坂本龙一、霍尔格·克苏卡伊、贾基·利伯泽特、克里斯·罗哈斯、亚历山大·哈克、高桥悠治、迪特·莫比斯，以及她参与的组合Novo Tono中的成员山本精一、长岛宽幸、大友良英，The Raincoats的成员吉姆·欧洛克和安娜·达席尔瓦。
她的个人专辑曾两次被英国音乐杂志 The Wire 的编辑团队评为年度50佳唱片，分别是2010年的《Five Finger Discount》（第32位）和2017年的《Voice Hardcore》（第23位）。

## 独奏专辑
- 终曲（1980）
- Phew（1981）
- View（1987）
- Songs（1991）
- Our Likeness（1992）
- 秘密的刀（1995）
- Five Finger Discount（2010）
- A New World（2015）
- Voice Hardcore（2017）

## 資料
- 「学校で教えてくれない音楽」大友良英、岩波書店。2014年
- CD 『PASS NO PAST』湯浅学解説
- CD 『AUNT SALLY』戸川純解説
- CD 『Phew』加藤彰解説
- CD 『songs』内页说明